# Hípica als Jocs Olímpics d'estiu de 2016
Als Jocs Olímpics d'Estiu de 2016, realitzats a la ciutat de Rio de Janeiro (Brasil), es disputaran 6 proves d'hípica: doma clàssica, concurs complet i salts, tant en categoria individual mixta com per equips.
Les proves es realitzaran entre els dies 6 i 19 d'agost de 2016 al Centro Nacional de Hipismo.

## Resum de medalles
| Prova                                | Or | Plata | Bronze |  |  |  |
| Doma clàssica individual Detalls     | Charlotte Dujardin amb Valegro (GBR) | Isabell Werth amb Weihegold Old (GER) | Kristina Bröring-Sprehe amb Desperados FRH (GER)                                                                                                   |  |  |  |
| Doma clàssica per equips Detalls     | AlemanyaSönke Rothenberger amb Cosmo · Dorothee Schneider amb Showtime FRH · Kristina Bröring-Sprehe amb Desperados FRH · Isabell Werth amb Weihegold Old             | Regne UnitSpencer Wilton amb Super Nova II · Fiona Bigwood amb Orthilia · Carl Hester amb Nip Tuck · Charlotte Dujardin amb Valegro        | Estats UnitsAllison Brock am Rosevelt · Kasey Perry-Glass amb Dublet · Steffen Peters amb Legolas 92 · Laura Graves amb Verdades                   |  |  |  |
|                                      | | | |  |  |  |
| Concurs complet individual Detalls   | Michael Jung (GER) · amb Sam FBW | Astier Nicolas (FRA) · amb Piaf de B'Neville                                                                                               | Phillip Dutton (USA) · amb Mighty Nice |  |  |  |
| Concurs complet per equips Detalls   | FrançaKarim Laghouag amb Entebbe · Thibaut Vallette amb Qing du Briot · Mathieu Lemoine amb Bart L · Astier Nicolas amb Piaf de B'Neville                             | AlemanyaJulia Krajewski amb Samourai du Thot · Sandra Auffarth amb Opgun Louvo · Ingrid Klimke amb Hale-Bob Old · Michael Jung amb Sam FBW | AustràliaShane Rose amb CP Qualified · Stuart Tinney amb Pluto Mio · Sam Griffiths amb Paulank Brockagh · Chris Burton amb Santano II              |  |  |  |
|                                      | | | |  |  |  |
| Salts d'obstacles individual Detalls | Nick Skelton (GBR) | Peder Fredricson (SWE) | Eric Lamaze (CAN) |  |  |  |
| Salts d'obstacles per equips Detalls | FrançaPhilippe Rozier amb Rahotep de Toscane · Kevin Staut amb Rêveur de Hurtebise · Roger-Yves Bost amb Sydney une Prince · Pénélope Leprevost amb Flora de Mariposa | Estats UnitsKent Farrington amb Voyeur · Lucy Davis amb Barron · McLain Ward amb Azur · Elizabeth Madden amb Cortes'C'                     | AlemanyaChristian Ahlmann amb Taloubet Z · Meredith Michaels-Beerbaum amb Fibonacci · Daniel Deusser amb First Class · Ludger Beerbaum amb Casello |  |  |  |

## Medaller
| Posició | País         | Or | Plata | Bronze | Total |
| 1       | Alemanya     | 2  | 2     | 2      | 6     |
| 2       | França       | 2  | 1     | 0      | 3     |
| 2       | Regne Unit   | 2  | 1     | 0      | 3     |
| 4       | Estats Units | 0  | 1     | 2      | 3     |
| 5       | Suècia       | 0  | 1     | 0      | 1     |
| 6       | Austràlia    | 0  | 0     | 1      | 1     |
| 6       | Canadà       | 0  | 0     | 1      | 1     |
| Total   | Total        | 6  | 6     | 6      | 18    |